# Cori (krater)
För andra betydelser, se Cori.
Cori är en nedslagskrater med en diameter på 56 kilometer, på planeten Venus. Cori har fått sitt namn efter nobelpristagaren Gerty Cori.